# Автономна система (Інтернет)
Автономна система (англ. Autonomous System, AS) — зв'язана група з одного або декількох наборів префіксів IP-адрес у віданні одного або декількох операторів Інтернет-мережі, яка має чітко визначені політики маршрутизації. Термін "префікс" є еквівалентом "CIDR-блок".
За класичним визначенням автономна система (AS) являє собою сукупність маршрутизаторів під управлінням єдиної служби технічного адміністрування, що використовує протокол внутрішнього шлюзу з чітко визначеними політиками маршрутизації IP-пакетів усередині себе, а за допомогою протоколу зовнішнього шлюзу маршрутизує IP-пакети в інші автономні системи (AS).
За застарілим визначенням RFC 1771. термін автономна система (AS) використовувався для позначення IP-мереж провайдерів послуг Інтернету (ISP) та IP-мереж дуже великих компаній із незалежними з'єднаннями до декількох зовнішніх IP-мереж із чітко визначеними політиками маршрутизації.

## ASN

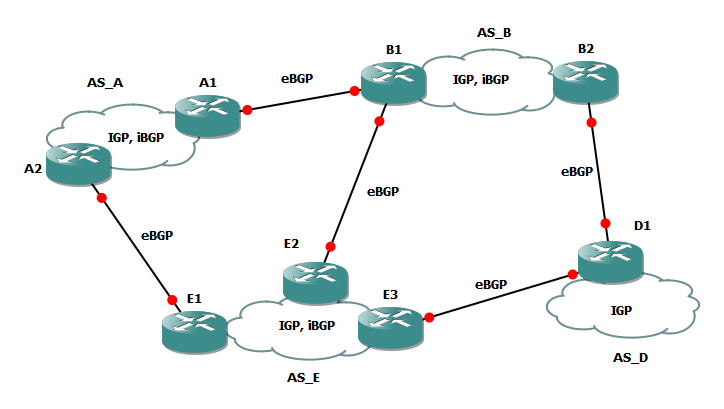
Автономні системи і BGP

Поняття «автономна система (AS)» нерозривно пов'язане з протоколом граничного шлюзу BGP (англ. Border Gateway Protocol). Для IP-маршрутизації між автономними системами за допомогою BGP кожна з них має мати свій унікальний номер (англ. Autonomous System Number (ASN)).

До публікації RFC 4893 у 2007 році для подання номера використовувалося 16 біт, що згідно з двійковою системою числення дозволяло мати 216=65 536 номерів, після цим стандартом була введена 32-бітна нумерація, що дозволила мати 232=4 294 967 296 номерів автономних систем. У 2012 був запропонований новий стандарт RFC 6793 для чотирьохоктетного (32 біт) простору нумерації автономних систем (AS). Номери записуються переважно у вигляді простих чисел називають asplain (як простий) згідно з RFC 5396, або у формі, яку називають asdot (як з крапкою), яка виглядає як х.у, де х і у є десяткові числа, що відповідають 16-розрядними двійковим числам.
Наприклад: чотирьох-байтне двійкове число 11001110 10001101 01010110 10010101 подається як 3465369237 або 52877.22165
Таким чином компанії, яким раніше були надані 16-розрядні номери AS, можуть використовувати запис 0.y, де y — 16-розрядний старий номер.
Номери автономним системам надає Адміністрація адресного простору Інтернету (IANA) через регіональні Інтернет-реєстратори (Regional Internet Registry).